# Vinica (Macedónia)
Vinica városa az azonos nevű község székhelye Észak-Macedóniában.

## Népesség
Vinica városának 2002-ben 10 863 lakosa volt, melyből 9246 macedón, 1209 cigány, 256 török, 111 vlach, 20 szerb és 21 egyéb nemzetiségű.
Vinica községnek 2002-ben 19 938 lakosa volt, melyből 18 261 macedón (91,6%), 1230 cigány, 272 török és 175 egyéb nemzetiségű.

## A községhez tartozó települések
- Vinica
- Blatec (Vinica)
- Vinicska Krsla
- Gradec (Vinica)
- Grlani
- Dragobraste
- Isztibanya
- Jakimovo
- Kalimanci (Vinica)
- Krusevo (Vinica)
- Laki (Vinica)
- Leszki
- Lipec (Vinica)
- Peklani
- Trszino
- Crni Kamen